# 西中車站
西中車站（日语：／ Nishinaka eki */?）是由北海道旅客鐵道（JR北海道）所經營的鐵路車站，位於日本北海道空知郡中富良野町。本站是地方交通線富良野線沿線的無人小站，由JR北海道旭川支社負責管轄。
由於本站設於偏遠的農村地帶，故利用率不高。而本站與富良野線沿線的學田站和鹿討站等站一般，皆有部分普通列車不停靠本站。

## 車站構造
- 設有側式月台、1面1線的地面車站。月台的長度只能容納一輛列車。
- 無人車站，設有一個候車小屋，而沒有設置洗手間及自動售票機。

## 車站周邊
車站周圍主要是農地，而徒步行走數分鐘則可以到達國道237號及便利店等商店。
- 國道237號
- 大門Seicomart（日语：セイコーマート）
- FURANO LA TERRE - 住宿設施，設有溫泉「萬華之湯」等設施。從車站步行數分鐘到達。

## 歷史
- 1958年（昭和33年）3月25日 - 日本國有鐵道西中車站開始營運。開始乘客處理。
- 1987年（昭和62年）4月1日 - 國鐵分割民營化後，由JR北海道繼承業務。

## 相鄰車站
北海道旅客鐵道（JR北海道）
■富良野線
中富良野（F42）－（臨）薰衣草花田（F41）－西中（F40）－上富良野（F39）

## 外部連結
- （日語）西中車站（JR北海道旭川支社）
- （日語）全驛參觀之旅（页面存档备份，存于）